# Stèle protohistorique de Kerbrun
La stèle protohistorique de Kerbrun est une stèle de l'âge du fer située au Vieux-Bourg, dans les Côtes-d'Armor, en Bretagne, en France.

## Localisation
La stèle est située sur le territoire de la commune du Vieux-Bourg, dans le département des Côtes-d'Armor.

## Protection
La stèle est classée au titre des monuments historiques par arrêté du 5 août 1964,.